# Barbara Schett
Barbara Schett, née le 10 mars 1976 à Innsbruck en Autriche, est une joueuse de tennis autrichienne, professionnelle de 1992 à janvier 2005.
En 1999, elle a atteint les quarts de finale à l'US Open (battue par Venus Williams), sa meilleure performance en simple dans une épreuve du Grand Chelem.
Pendant sa carrière, elle a gagné treize titres WTA, dont dix en double dames.
Barbara Schett demeure à ce jour[Quand ?] l'Autrichienne la mieux classée en simple (7e mondiale en 1999) et, avec Judith Wiesner et Barbara Paulus, l'une des toutes meilleures représentantes de son pays. Aux côtés de la Suissesse Patty Schnyder, elle a gagné trois titres importants en double dames.
Elle est maintenant consultante pour les matchs de tennis sur la chaine Eurosport, en particulier dans l'émission de Mats Wilander « Jeu, set et Mats ».

## Palmarès

### Titres en simple dames
| No | Date       | Nom et lieu du tournoi         | Catégorie | Dotation  | Surface      | Finaliste        | Score         |          |
| -- | ---------- | ------------------------------ | --------- | --------- | ------------ | ---------------- | ------------- | -------- |
| 1  | 15-07-1996 | Torneo Internationale, Palerme | Tier IV   | 107 500 $ | Terre (ext.) | Sabine Hack      | 6-3, 6-3      | Parcours |
| 2  | 28-07-1997 | Styria Open, Maria Lankowitz   | Tier IV   | 107 500 $ | Terre (ext.) | Henrieta Nagyová | 3-6, 6-2, 6-3 | Parcours |
| 3  | 10-07-2000 | Uniqa Grand Prix, Klagenfurt   | Tier III  | 170 000 $ | Terre (ext.) | Patty Schnyder   | 5-7, 6-4, 6-4 | Parcours |

### Finales en simple dames
| No | Date       | Nom et lieu du tournoi         | Catégorie | Dotation    | Surface         | Vainqueure        | Score         |          |
| -- | ---------- | ------------------------------ | --------- | ----------- | --------------- | ----------------- | ------------- | -------- |
| 1  | 13-07-1998 | Torneo Internazionale, Palerme | Tier IV   | 107 500 $   | Terre (ext.)    | Patty Schnyder    | 6-1, 5-7, 6-2 | Parcours |
| 2  | 10-08-1998 | Boston Cup, Boston             | Tier III  | 164 250 $   | Dur (ext.)      | Mariaan de Swardt | 3-6, 7-6, 7-5 | Parcours |
| 3  | 18-10-1999 | Kremlin Cup, Moscou            | Tier I    | 1 050 000 $ | Moquette (int.) | Nathalie Tauziat  | 2-6, 6-4, 6-1 | Parcours |

### Titres en double dames
| No | Date       | Nom et lieu du tournoi             | Catégorie | Dotation  | Surface         | Partenaire       | Finalistes                               | Score          |          |
| -- | ---------- | ---------------------------------- | --------- | --------- | --------------- | ---------------- | ---------------------------------------- | -------------- | -------- |
| 1  | 15-07-1996 | Torneo Internationale Palerme      | Tier IV   | 107 500 $ | Terre (ext.)    | Janette Husárová | Florencia Labat Barbara Rittner          | 6-1, 6-2       | Parcours |
| 2  | 14-07-1997 | Torneo Internazionale Palerme      | Tier IV   | 163 000 $ | Terre (ext.)    | Silvia Farina    | Florencia Labat Mercedes Paz             | 2-6, 6-1, 6-4  | Parcours |
| 3  | 27-04-1998 | Intersport Damen GP Hambourg       | Tier II   | 450 000 $ | Terre (ext.)    | Patty Schnyder   | Martina Hingis Jana Novotná              | 7-6, 3-6, 6-3  | Parcours |
| 4  | 04-01-1999 | ASB Bank Classic Auckland          | Tier IVb  | 112 500 $ | Dur (ext.)      | Silvia Farina    | Seda Noorlander Marlene Weingärtner      | 6-2, 7-6       | Parcours |
| 5  | 08-01-2001 | Adidas International Sydney        | Tier II   | 515 000 $ | Dur (ext.)      | Anna Kournikova  | Lisa Raymond Rennae Stubbs               | 6-2, 7-5       | Parcours |
| 6  | 30-04-2002 | Betty Barclay Cup Hambourg         | Tier II   | 585 000 $ | Terre (ext.)    | Martina Hingis   | Daniela Hantuchová Arantxa Sánchez       | 6-1, 6-1       | Parcours |
| 7  | 03-02-2003 | Open Gaz de France Paris           | Tier II   | 585 000 $ | Moquette (int.) | Patty Schnyder   | Marion Bartoli Stéphanie Cohen-Aloro     | 2-6, 6-2, 7-65 | Parcours |
| 8  | 09-02-2004 | Open Gaz de France Paris           | Tier II   | 585 000 $ | Moquette (int.) | Patty Schnyder   | Silvia Farina Francesca Schiavone        | 6-3, 6-2       | Parcours |
| 9  | 26-04-2004 | Tippmix Grand Prix Budapest        | Tier V    | 110 000 $ | Terre (ext.)    | Petra Mandula    | Virág Németh Ágnes Szávay                | 6-3, 6-2       | Parcours |
| 10 | 02-08-2004 | Nordea Nordic Light Open Stockholm | Tier IV   | 140 000 $ | Dur (ext.)      | Alicia Molik     | Emmanuelle Gagliardi Anna-Lena Grönefeld | 6-3, 6-3       | Parcours |

### Finales en double dames
| No | Date       | Nom et lieu du tournoi                    | Catégorie | Dotation    | Surface         | Vainqueures                      | Partenaire           | Score         |          |
| -- | ---------- | ----------------------------------------- | --------- | ----------- | --------------- | -------------------------------- | -------------------- | ------------- | -------- |
| 1  | 28-10-1996 | Kremlin Cup Moscou                        | Tier III  | 400 000 $   | Moquette (int.) | Natalia Medvedeva Larisa Neiland | Silvia Farina        | 7-6, 4-6, 6-1 | Parcours |
| 2  | 06-04-1998 | Bausch & Lomb Championships Amelia Island | Tier II   | 450 000 $   | Terre (ext.)    | Sandra Cacic Mary Pierce         | Patty Schnyder       | 7-6, 4-6, 7-6 | Parcours |
| 3  | 13-07-1998 | Torneo Internazionale Palerme             | Tier IV   | 107 500 $   | Terre (ext.)    | Pavlina Nola Elena Wagner        | Patty Schnyder       | 6-4, 6-2      | Parcours |
| 4  | 29-03-1999 | Family Circle Cup Hilton Head             | Tier I    | 1 000 000 $ | Terre (ext.)    | Elena Likhovtseva Jana Novotná   | Patty Schnyder       | 6-1, 6-4      | Parcours |
| 5  | 10-07-2000 | Uniqa Grand Prix Klagenfurt               | Tier III  | 170 000 $   | Terre (ext.)    | Laura Montalvo Paola Suárez      | Patty Schnyder       | 7-65, 6-1     | Parcours |
| 6  | 02-10-2000 | Porsche Tennis Grand Prix Filderstadt     | Tier II   | 535 000 $   | Dur (int.)      | Martina Hingis Anna Kournikova   | Arantxa Sánchez      | 6-4, 6-2      | Parcours |
| 7  | 01-01-2001 | ASB Bank Classic Auckland                 | Tier V    | 110 000 $   | Dur (ext.)      | Alexandra Fusai Rita Grande      | Emmanuelle Gagliardi | 7-64, 6-3     | Parcours |
| 8  | 06-01-2003 | Moorilla International Hobart             | Tier V    | 110 000 $   | Dur (ext.)      | Cara Black Elena Likhovtseva     | Patricia Wartusch    | 7-5, 7-61     | Parcours |
| 9  | 12-01-2004 | Moorilla International Hobart             | Tier V    | 110 000 $   | Dur (ext.)      | Shinobu Asagoe Seiko Okamoto     | Els Callens          | 2-6, 6-4, 6-3 | Parcours |

### Finale en double mixte
| No | Date       | Nom et lieu du tournoi    | Catégorie | Dotation    | Surface    | Vainqueures                   | Partenaire   | Score    |          |
| -- | ---------- | ------------------------- | --------- | ----------- | ---------- | ----------------------------- | ------------ | -------- | -------- |
| 1  | 15-01-2001 | Australian Open Melbourne | G. Chelem | 3 569 290 $ | Dur (ext.) | Corina Morariu Ellis Ferreira | Joshua Eagle | 6-1, 6-3 | Parcours |

## Parcours en Grand Chelem

### En simple dames
| Année | Open d'Australie | Open d'Australie   | Internationaux de France | Internationaux de France | Wimbledon       | Wimbledon            | US Open         | US Open           |
| ----- | ---------------- | ------------------ | ------------------------ | ------------------------ | --------------- | -------------------- | --------------- | ----------------- |
| 1994  | -                | -                  | 1er tour (1/64)          | Ludmila Richterová       | 1er tour (1/64) | Silke Frankl         | 1er tour (1/64) | Natalia Medvedeva |
| 1995  | 1er tour (1/64)  | Kyoko Nagatsuka    | 1er tour (1/64)          | Anke Huber               | -               | -                    | 1er tour (1/64) | Janet Lee         |
| 1996  | 4e tour (1/8)    | Anke Huber         | 1er tour (1/64)          | Martina Hingis           | 2e tour (1/32)  | Florencia Labat      | 2e tour (1/32)  | Åsa Svensson      |
| 1997  | 3e tour (1/16)   | Martina Hingis     | 1er tour (1/64)          | Magali Lamarre           | 2e tour (1/32)  | Magdalena Grzybowska | 2e tour (1/32)  | Kimberly Po       |
| 1998  | 4e tour (1/8)    | Conchita Martínez  | 1er tour (1/64)          | Adriana Gerši            | 2e tour (1/32)  | Venus Williams       | 3e tour (1/16)  | Amanda Coetzer    |
| 1999  | 4e tour (1/8)    | Steffi Graf        | 3e tour (1/16)           | Sylvia Plischke          | 4e tour (1/8)   | Lindsay Davenport    | 1/4 de finale   | Venus Williams    |
| 2000  | 4e tour (1/8)    | Arantxa Sánchez    | 4e tour (1/8)            | Arantxa Sánchez          | 1er tour (1/64) | Olga Barabanschikova | 2e tour (1/32)  | Chanda Rubin      |
| 2001  | 3e tour (1/16)   | Anna Kournikova    | 4e tour (1/8)            | Justine Henin            | 3e tour (1/16)  | Jelena Dokić         | 4e tour (1/8)   | J. Capriati       |
| 2002  | 3e tour (1/16)   | Amanda Coetzer     | 2e tour (1/32)           | Chanda Rubin             | 2e tour (1/32)  | Myriam Casanova      | 2e tour (1/32)  | Martina Müller    |
| 2003  | 1er tour (1/64)  | Amanda Coetzer     | 3e tour (1/16)           | Serena Williams          | 2e tour (1/32)  | Conchita Martínez    | 2e tour (1/32)  | Amanda Coetzer    |
| 2004  | 2e tour (1/32)   | Mara Santangelo    | 1er tour (1/64)          | Barbara Rittner          | 1er tour (1/64) | Ľudmila Cervanová    | 1er tour (1/64) | Anna Chakvetadze  |
| 2005  | 2e tour (1/32)   | Daniela Hantuchová | -                        | -                        | -               | -                    | -               | -                 |

À droite du résultat, l’ultime adversaire.

### En double dames
| Année | Open d'Australie              | Open d'Australie            | Internationaux de France    | Internationaux de France | Wimbledon                     | Wimbledon                 | US Open                       | US Open                     |
| ----- | ----------------------------- | --------------------------- | --------------------------- | ------------------------ | ----------------------------- | ------------------------- | ----------------------------- | --------------------------- |
| 1995  | -                             | -                           | -                           | -                        | -                             | -                         | 1er tour (1/32) M. Schnell    | Katrina Adams Zina Garrison |
| 1996  | -                             | -                           | -                           | -                        | -                             | -                         | 1er tour (1/32) K. Kschwendt  | K. Boogert Irina Spîrlea    |
| 1997  | 1er tour (1/32) K. Kschwendt  | Patricia Hy C. Morariu      | -                           | -                        | 1er tour (1/32) Silvia Farina | C. Barclay Clare Wood     | 1er tour (1/32) S. Siddall    | R. Dragomir Iva Majoli      |
| 1998  | 1er tour (1/32) Silvia Farina | V. Ruano Paola Suárez       | 1/4 de finale P. Schnyder   | L. Davenport N. Zvereva  | 1er tour (1/32) P. Schnyder   | Silvia Farina L. Montalvo | 1/4 de finale P. Schnyder     | M. Hingis Jana Novotná      |
| 1999  | 3e tour (1/8) P. Schnyder     | Lisa Raymond Rennae Stubbs  | 3e tour (1/8) P. Schnyder   | Jana Novotná N. Zvereva  | 1er tour (1/32) P. Schnyder   | L. Courtois Alicia Molik  | 1/2 finale Mary Pierce        | S. Williams V. Williams     |
| 2000  | 1/2 finale A. Kournikova      | Lisa Raymond Rennae Stubbs  | 1/4 de finale Anke Huber    | A. Fusai N. Tauziat      | 3e tour (1/8) Anke Huber      | V. Ruano Paola Suárez     | 1/4 de finale Anke Huber      | Julie Halard Ai Sugiyama    |
| 2001  | 1/4 de finale A. Kournikova   | S. Williams V. Williams     | 1/4 de finale Anke Huber    | V. Ruano Paola Suárez    | 1er tour (1/32) Anke Huber    | B. Rittner María Vento    | 2e tour (1/16) Anke Huber     | S. Testud Roberta Vinci     |
| 2002  | 2e tour (1/16) Silvia Farina  | Dája Bedáňová K. Hrdličková | 3e tour (1/8) Silvia Farina | S. Testud Roberta Vinci  | 3e tour (1/8) Silvia Farina   | An. Rodionova Weingärtner | 1er tour (1/32) Silvia Farina | Nadia Petrova Nicole Pratt  |
| 2003  | 1er tour (1/32) P. Wartusch   | J. Hopkins J. Kostanić      | 1/4 de finale J. Husárová   | V. Ruano Paola Suárez    | 1er tour (1/32) P. Schnyder   | Helen Crook Anna Hawkins  | 2e tour (1/16) P. Schnyder    | Liezel Huber M. Maleeva     |
| 2004  | 2e tour (1/16) P. Schnyder    | Maret Ani L. Průšová        | 3e tour (1/8) P. Schnyder   | V. Ruano Paola Suárez    | 3e tour (1/8) P. Schnyder     | Cara Black Rennae Stubbs  | 1/2 finale P. Schnyder        | S. Kuznetsova Likhovtseva   |
| 2005  | 1er tour (1/32) P. Schnyder   | M. Sequera Meilen Tu        | -                           | -                        | -                             | -                         | -                             | -                           |

Sous le résultat, la partenaire ; à droite, l’ultime équipe adverse.

### En double mixte
| Année | Open d'Australie              | Open d'Australie        | Internationaux de France     | Internationaux de France    | Wimbledon                    | Wimbledon                 | US Open                       | US Open                   |
| ----- | ----------------------------- | ----------------------- | ---------------------------- | --------------------------- | ---------------------------- | ------------------------- | ----------------------------- | ------------------------- |
| 1998  | -                             | -                       | -                            | -                           | 2e tour (1/16) Gábor Köves   | S. Jeyaseelan D. Johnson  | -                             | -                         |
| 2000  | -                             | -                       | -                            | -                           | 1/2 finale N. Lapentti       | Kimberly Po D. Johnson    | 1/4 de finale Joshua Eagle    | A. Kournikova Max Mirnyi  |
| 2001  | Finale Joshua Eagle           | C. Morariu E. Ferreira  | 1er tour (1/16) Joshua Eagle | Åsa Svensson Nicklas Kulti  | 1er tour (1/32) Joshua Eagle | K. Schlukebir Jason Weir  | 2e tour (1/8) Joshua Eagle    | Lisa Raymond Leander Paes |
| 2002  | 1er tour (1/16) Joshua Eagle  | Liezel Huber Rick Leach | 2e tour (1/8) Joshua Eagle   | D. Hantuchová Kevin Ullyett | 3e tour (1/8) Joshua Eagle   | Lisa Raymond Leander Paes | -                             | -                         |
| 2003  | 2e tour (1/8) Joshua Eagle    | W. Prakusya David Adams | 2e tour (1/8) Mark Knowles   | K. Srebotnik Bob Bryan      | 2e tour (1/16) Joshua Eagle  | C. Wheeler Peter Luczak   | -                             | -                         |
| 2004  | -                             | -                       | -                            | -                           | 1/4 de finale R. Schüttler   | Cara Black Wayne Black    | 1er tour (1/16) Julian Knowle | Likhovtseva N. Zimonjić   |
| 2005  | 1er tour (1/16) Julian Knowle | Liu Nan-Nan Lu Yen-hsun | -                            | -                           | -                            | -                         | -                             | -                         |

Sous le résultat, le partenaire ; à droite, l’ultime équipe adverse.

## Parcours aux Masters

### En simple dames
| # | Date       | Nom de l'édition             | ($)       | Surface         | Résultat      | Ultime adversaire | Score    |          |
| - | ---------- | ---------------------------- | --------- | --------------- | ------------- | ----------------- | -------- | -------- |
| 1 | 15/11/1999 | Chase Championships New York | 2 000 000 | Moquette (int.) | 1/4 de finale | Venus Williams    | 6-4, 7-6 | Parcours |

## Parcours aux Jeux olympiques

### En simple dames
| # | Date       | Nom de l'olympiade   | Surface    | Résultat      | Ultime adversaire | Score         |          |
| - | ---------- | -------------------- | ---------- | ------------- | ----------------- | ------------- | -------- |
| 1 | 19/09/2000 | Olympic Games Sydney | Dur (ext.) | 1/4 de finale | Elena Dementieva  | 2-6, 6-2, 6-2 | Parcours |

### En double dames
| # | Date       | Nom de l'olympiade   | Surface    | Résultat        | Partenaire        | Ultimes adversaires                  | Score    |          |
| - | ---------- | -------------------- | ---------- | --------------- | ----------------- | ------------------------------------ | -------- | -------- |
| 1 | 19/09/2000 | Olympic Games Sydney | Dur (ext.) | 1er tour (1/16) | Patricia Wartusch | Olga Barabanschikova Natasha Zvereva | 6-2, 6-2 | Parcours |

## Parcours en Coupe de la Fédération
| #                                                                           | Date       | Lieu           | Surface         | Gagnante(s)                         | Perdante(s)                      | Score           |          |
|                                                                             |            |                |                 |                                     |                                  |                 |          |
| 1993 - Barrage (groupe mondial I) - Allemagne - Autriche - 2 : 1            |            |                |                 |                                     |                                  |                 |          |
| 1                                                                           | 21/07/1993 | Francfort      | Terre (ext.)    | Barbara Rittner                     | Barbara Schett                   | 6-2, 4-6, 8-6   | Parcours |
|                                                                             |            |                |                 |                                     |                                  |                 |          |
| 1994 - 2e tour (groupe mondial) - Autriche - Australie - 2 : 1              |            |                |                 |                                     |                                  |                 |          |
| 2                                                                           | 21/07/1994 | Francfort      | Terre (ext.)    | Elizabeth Smylie Rennae Stubbs      | Sylvia Plischke Barbara Schett   | 6-2, 6-3        | Parcours |
|                                                                             |            |                |                 |                                     |                                  |                 |          |
| 1994 - 1/4 de finale (groupe mondial) - Autriche - États-Unis - 0 : 3       |            |                |                 |                                     |                                  |                 |          |
| 3                                                                           | 22/07/1994 | Francfort      | Terre (ext.)    | Gigi Fernández Mary Joe Fernández   | Sylvia Plischke Barbara Schett   | 6-4, 6-1        | Parcours |
|                                                                             |            |                |                 |                                     |                                  |                 |          |
| 1995 - 1/4 de finale (groupe mondial) - États-Unis - Autriche - 5 : 0       |            |                |                 |                                     |                                  |                 |          |
| 4                                                                           | 22/04/1995 | Aventura       | Dur (ext.)      | Mary Joe Fernández                  | Barbara Schett                   | 6-2, 6-4        | Parcours |
| 4                                                                           | 22/04/1995 | Aventura       | Dur (ext.)      | Amy Frazier                         | Barbara Schett                   | 6-3, 5-7, 6-3   | Parcours |
| 4                                                                           | 22/04/1995 | Aventura       | Dur (ext.)      | Gigi Fernández Martina Navrátilová  | Barbara Schett Petra Ritter      | 6-2, 6-1        | Parcours |
|                                                                             |            |                |                 |                                     |                                  |                 |          |
| 1995 - Barrage (groupe mondial I) - Pays-Bas - Autriche - 1 : 4             |            |                |                 |                                     |                                  |                 |          |
| 5                                                                           | 22/07/1995 | Noordwijk      | Moquette (ext.) | Barbara Schett Petra Ritter         | Nicole Jagerman Caroline Vis     | 7-66, 1-6, 6-4  | Parcours |
|                                                                             |            |                |                 |                                     |                                  |                 |          |
| 1996 - Barrage (groupe mondial I) - Autriche - Allemagne - 1 : 4            |            |                |                 |                                     |                                  |                 |          |
| 6                                                                           | 13/07/1996 | Pörtschach     | Terre (ext.)    | Steffi Graf                         | Barbara Schett                   | 6-3, 6-2        | Parcours |
| 6                                                                           | 13/07/1996 | Pörtschach     | Terre (ext.)    | Barbara Schett Melanie Schnell      | Sabine Hack Christina Singer     | 6-3, 6-4        | Parcours |
|                                                                             |            |                |                 |                                     |                                  |                 |          |
| 1997 - 1/4 de finale (groupe mondial II) - Croatie - Autriche - 4 : 1       |            |                |                 |                                     |                                  |                 |          |
| 7                                                                           | 01/03/1997 | Zagreb         | Dur (int.)      | Iva Majoli                          | Barbara Schett                   | 7-5, 4-6, 6-2   | Parcours |
| 7                                                                           | 01/03/1997 | Zagreb         | Dur (int.)      | Mirjana Lučić                       | Barbara Schett                   | 6-2, 5-7, 7-5   | Parcours |
|                                                                             |            |                |                 |                                     |                                  |                 |          |
| 1997 - Barrage (groupe mondial II) - Autriche - Afrique du Sud - 3 : 2      |            |                |                 |                                     |                                  |                 |          |
| 8                                                                           | 12/07/1997 | Pörtschach     | Terre (ext.)    | Amanda Coetzer                      | Barbara Schett                   | 6-1, 7-65       | Parcours |
| 8                                                                           | 12/07/1997 | Pörtschach     | Terre (ext.)    | Barbara Schett                      | Joannette Kruger                 | 4-6, 6-4, 6-2   | Parcours |
| 8                                                                           | 12/07/1997 | Pörtschach     | Terre (ext.)    | Barbara Schett Judith Wiesner       | Amanda Coetzer Jessica Steck     | 6-1, 6-4        | Parcours |
|                                                                             |            |                |                 |                                     |                                  |                 |          |
| 1998 - 1/4 de finale (groupe mondial II) - Italie - Autriche - 3 : 2        |            |                |                 |                                     |                                  |                 |          |
| 9                                                                           | 18/04/1998 | Foligno        | Moquette (int.) | Barbara Schett                      | Francesca Lubiani                | 6-1, 6-3        | Parcours |
| 9                                                                           | 18/04/1998 | Foligno        | Moquette (int.) | Silvia Farina                       | Barbara Schett                   | 6-74, 7-63, 6-2 | Parcours |
| 9                                                                           | 18/04/1998 | Foligno        | Moquette (int.) | Sylvia Plischke Barbara Schett      | Laura Golarsa Francesca Lubiani  | 7-60, 7-5       | Parcours |
|                                                                             |            |                |                 |                                     |                                  |                 |          |
| 1998 - Barrage (groupe mondial II) - Autriche - Pologne - 5 : 0             |            |                |                 |                                     |                                  |                 |          |
| 10                                                                          | 25/07/1998 | Bergheim       | Terre (ext.)    | Barbara Schett                      | Aleksandra Olsza                 | 4-6, 6-0, 6-3   | Parcours |
| 10                                                                          | 25/07/1998 | Bergheim       | Terre (ext.)    | Barbara Schett                      | Magdalena Feistel                | 6-0, 6-2        | Parcours |
| 10                                                                          | 25/07/1998 | Bergheim       | Terre (ext.)    | Sylvia Plischke Barbara Schett      | Magdalena Feistel K. Teodorowicz | 6-4, 6-0        | Parcours |
|                                                                             |            |                |                 |                                     |                                  |                 |          |
| 1999 - 1/4 de finale (groupe mondial II) - Autriche - Australie - 3 : 2     |            |                |                 |                                     |                                  |                 |          |
| 11                                                                          | 17/04/1999 | Klagenfurt     | Terre (ext.)    | Jelena Dokić                        | Barbara Schett                   | 6-3, 5-7, 6-4   | Parcours |
| 11                                                                          | 17/04/1999 | Klagenfurt     | Terre (ext.)    | Barbara Schett                      | Alicia Molik                     | 6-1, 6-1        | Parcours |
| 11                                                                          | 17/04/1999 | Klagenfurt     | Terre (ext.)    | Barbara Schett Barbara Schwartz     | Alicia Molik Rennae Stubbs       | 6-3, 6-3        | Parcours |
|                                                                             |            |                |                 |                                     |                                  |                 |          |
| 2000 - Round robin (groupe mondial) - Autriche - République tchèque - 1 : 2 |            |                |                 |                                     |                                  |                 |          |
| 12                                                                          | 27/04/2000 | Bratislava     | Dur (int.)      | Denisa Chládková                    | Barbara Schett                   | 5-7, 6-4, 6-2   | Parcours |
| 12                                                                          | 27/04/2000 | Bratislava     | Dur (int.)      | Barbara Schett Patricia Wartusch    | Dája Bedáňová Květa Hrdličková   | 7-66, 2-6, 6-3  | Parcours |
|                                                                             |            |                |                 |                                     |                                  |                 |          |
| 2000 - Round robin (groupe mondial) - Autriche - Suisse - 1 : 2             |            |                |                 |                                     |                                  |                 |          |
| 13                                                                          | 29/04/2000 | Bratislava     | Dur (int.)      | Barbara Schett                      | Patty Schnyder                   | 7-64, 7-5       | Parcours |
| 13                                                                          | 29/04/2000 | Bratislava     | Dur (int.)      | Emmanuelle Gagliardi Patty Schnyder | Barbara Schett Patricia Wartusch | 2-6, 6-4, 8-6   | Parcours |
|                                                                             |            |                |                 |                                     |                                  |                 |          |
| 2000 - Round robin (groupe mondial) - Slovaquie - Autriche - 0 : 2          |            |                |                 |                                     |                                  |                 |          |
| 14                                                                          | 30/04/2000 | Bratislava     | Dur (int.)      | Barbara Schett                      | Karina Habšudová                 | 6-4, 7-5        | Parcours |
|                                                                             |            |                |                 |                                     |                                  |                 |          |
| 2001 - Barrage (groupe mondial I) - Autriche - Indonésie - 3 : 2            |            |                |                 |                                     |                                  |                 |          |
| 15                                                                          | 21/07/2001 |                | Terre (ext.)    | Barbara Schett                      | Angelique Widjaja                | 6-1, 6-3        | Parcours |
| 15                                                                          | 21/07/2001 | Barbara Schett | Terre (ext.)    | Wynne Prakusya                      | 6-2, 6-0                         |                 | Parcours |
|                                                                             |            |                |                 |                                     |                                  |                 |          |
| 2002 - 1/4 de finale (groupe mondial) - Autriche - Croatie - 4 : 1          |            |                |                 |                                     |                                  |                 |          |
| 16                                                                          | 20/07/2002 | Pörtschach     | Terre (ext.)    | Barbara Schett                      | Jelena Kostanić                  | 6-2, 6-1        | Parcours |
| 16                                                                          | 20/07/2002 | Pörtschach     | Terre (ext.)    | Iva Majoli                          | Barbara Schett                   | 6-4, 6-3        | Parcours |
| 16                                                                          | 20/07/2002 | Pörtschach     | Terre (ext.)    | Barbara Schett Patricia Wartusch    | Karolina Šprem Silvija Talaja    | 6-2, 6-1        | Parcours |
|                                                                             |            |                |                 |                                     |                                  |                 |          |
| 2002 - 1/2 finale (groupe mondial) - Espagne - Autriche - 3 : 2             |            |                |                 |                                     |                                  |                 |          |
| 17                                                                          | 30/10/2002 | Grande Canarie | Dur (int.)      | Arantxa Sánchez                     | Barbara Schett                   | 6-3, 7-65       | Parcours |
| 17                                                                          | 30/10/2002 | Grande Canarie | Dur (int.)      | Barbara Schett                      | Conchita Martínez                | 7-5, 6-73, 6-2  | Parcours |
| 17                                                                          | 30/10/2002 | Grande Canarie | Dur (int.)      | Conchita Martínez Virginia Ruano    | Barbara Schett Patricia Wartusch | 4-6, 6-3, 6-1   | Parcours |
|                                                                             |            |                |                 |                                     |                                  |                 |          |
| 2003 - Barrage (groupe mondial I) - Autriche - Canada - 4 : 1               |            |                |                 |                                     |                                  |                 |          |
| 18                                                                          | 19/07/2003 | Neudörfl       | Terre (ext.)    | Barbara Schett                      | Marie-Ève Pelletier              | 3-6, 6-2, 6-4   | Parcours |
| 18                                                                          | 19/07/2003 | Neudörfl       | Terre (ext.)    | Barbara Schett                      | Maureen Drake                    | 7-5, 2-6, 6-1   | Parcours |
|                                                                             |            |                |                 |                                     |                                  |                 |          |
| 2004 - 1er tour (groupe mondial) - Autriche - Slovaquie - 3 : 2             |            |                |                 |                                     |                                  |                 |          |
| 19                                                                          | 24/04/2004 | Sankt Pölten   | Terre (ext.)    | Barbara Schett                      | Janette Husárová                 | 4-6, 6-1, 6-4   | Parcours |
| 19                                                                          | 24/04/2004 | Sankt Pölten   | Terre (ext.)    | Barbara Schett                      | Martina Suchá                    | 7-5, 1-6, 6-2   | Parcours |
|                                                                             |            |                |                 |                                     |                                  |                 |          |
| 2004 - 1/4 de finale (groupe mondial) - Autriche - États-Unis - 4 : 1       |            |                |                 |                                     |                                  |                 |          |
| 20                                                                          | 10/07/2004 | Innsbruck      | Terre (ext.)    | Barbara Schett                      | Lisa Raymond                     | 6-2, 6-4        | Parcours |
| 20                                                                          | 10/07/2004 | Innsbruck      | Terre (ext.)    | Barbara Schett                      | Chanda Rubin                     | 6-3, 6-2        | Parcours |
| 20                                                                          | 10/07/2004 | Innsbruck      | Terre (ext.)    | Barbara Schett Patricia Wartusch    | Jill Craybas Martina Navrátilová | 6-3, 0-6, 6-3   | Parcours |

## Classements WTA en fin de saison

### En simple
| Année | 1991 | 1992 | 1993 | 1994 | 1995 | 1996 | 1997 | 1998 | 1999 | 2000 | 2001 | 2002 | 2003 | 2004 |
| Rang  | 753  | 288  | 136  | 100  | 83   | 32   | 38   | 23   | 8    | 23   | 21   | 40   | 79   | 88   |

Source : (en) « Classements de Barbara Schett », sur le site officiel du WTA Tour

### En double
| Année | 1992 | 1993 | 1994 | 1995 | 1996 | 1997 | 1998 | 1999 | 2000 | 2001 | 2002 | 2003 | 2004 |
| Rang  | 590  | 701  | -    | 216  | 56   | 68   | 24   | 34   | 12   | 18   | 26   | 37   | 19   |

Source : (en) « Classements de Barbara Schett », sur le site officiel du WTA Tour